# 盖博新村
盖博新村（義大利語：Villanova del Ghebbo）是意大利威尼托大区罗维戈省的一个市镇，面积11.8平方公里，人口2,209人（2004年）。